# Altena (Delft)
Altena was in de Middeleeuwen een omgrachte woning in het noorden van Delft. Dergelijke woningen waren een alternatief voor edelen op het platteland, die niet binnen de bescherming van een ommuurde stad woonden.

## Geschiedenis
Rond 1250 werd op de plaats van het latere kasteel Altena een erf aangelegd waarop een vermoedelijk grotendeels houten gebouw stond, waarbij afval van een boerderij werd aangetroffen. Rond de wisseling van de 14e en 15e eeuw werd er een versterkt adellijk huis gebouwd.
In 1435 liet Gerrit Gerritszoon van Egmond een rechthoekig stenen huis bouwen van 7 bij 14 meter. Het huis had muren van bijna 60 centimeter dik en een aangebouwde toren. De gracht was 12 meter breed. Het huis Altena was hiermee een zogenaamde ‘begraven hofstede’, die meer status gaf aan een heer. Naast het versterkte huis stond de Altenahoeve, een boerderij voor het beheer van het land.
Zijn dochter Gerritje, getrouwd met Hendrik van Zuilen van Nijeveld, erfde het kasteel. Hun zoon Gerrit was bezitter van Altena van 1457 tot 1493. Hij was een voornaam man, in dienst van de Bourgondische hertog Karel de Stoute en later burgemeester van Delft. Tegen het einde van de 15e eeuw werd de bebouwing op het kasteeleiland uitgebreid tot een L-vormig gebouw.
Gerrits zoon Anthonis verkocht in 1501 Altena aan Jacob van Almonde, een adellijke jurist. Tussen 1530 en 1572 werd het kasteel opnieuw uitgebreid tot een vierkant bebouwd blok. Op het kasteeleiland waren verschillende gebouwen te onderscheiden. Het kasteelterrein lijkt ommuurd te zijn geweest. Een voorburcht op een apart eiland lijkt niet te zijn afgebouwd. Tot 1600 bleef Altena in de familie Van Almonde.
In het begin van de Tachtigjarige Oorlog werd het platteland van Holland onveilig gemaakt door Spaanse troepen. Uit vrees dat de vijand zich erin zou verschansen om van daaruit de stad te belegeren besloot het Delftse stadsbestuur in 1573 alle kloosters en kastelen rond de stad onbruikbaar te maken.
In 1600 erfde Maria van Almonde Altena en bouwde het opnieuw op. Het oude hoofdgebouw werd hersteld en aangepast en er werd een nieuwe traptoren gebouwd. De toegang verliep via een ophaalbrug over de oostelijke gracht. Tegen de westkant van het hoofdgebouw werd een keuken gebouwd.
Vanaf 1680 werd Altena verhuurd als herberg. Zestig jaar lang kon men er terecht om te eten en te drinken. In 1765 verkocht de toenmalige eigenaresse Altena aan Cornelis Ammerlaan, een pachter naast boerderij de Altenahoeve. Hij was boer en geen herbergier en had kennelijk ook geen behoefte aan een statig kasteel. Hij liet het huis Altena slopen.
De boerderij die naast de herberg stond, is in 2014 gesloopt. Na eerst voor diverse andere doeleinden te zijn gebruikt, o.a. voor het Rode Kruis, was deze boerderij omgebouwd tot een partycentrum dat aanvankelijk "de Boerderij" heette. Van 1992 tot 2014 droeg het partycentrum de toepasselijke naam: "Altena Hoeve".
Abbenbroek · Abspoel · Adegeest · Slot Alkemade ·  Altena · Arkelsburg · Bellesteyn · Huis ten Berghe · Binckhorst · Binnenhof · Blijdestein · Te Blotinghe · Boekenburg · Boekhorst · Boshuysen · Bulgersteyn · Burcht (Leiden) · Burcht (Voorne) · Slot Capelle · Coebel · Cranenburg · Crayestein · Cronesteyn · Crooswijk · Develstein · 't Huys Dever · Dirks Steenhuis · Ter Does · Duivenstein · Duivenvoorde · Endegeest · Endepoel · Foreest · Giessenburg · Gravensteen · Groot Haesebroek · 's Heeraartsberg · Hof van Wateringen · Holy · Slot Honingen · Kasteel van de Heren van Arkel · Kasteel van Gouda · Keenenburg · Kasteel Keukenhof · Klein Poelgeest · Huis te Langerak · Langestein · Huis te Liesveld · Ter Lips · De Loo · Madeburcht · Marenburch · Meerburg · Huis te Merwede · Huis ter Mey · Kasteel van der Meye · Niemandsvriend · Noordeloos · Oud-Berendrecht · Oud-Poelgeest · Oud Teylingen · Paddenpoel · Persijn · Groot Poelgeest · Hof van Putten · Puttensteyn · Landgoed De Raephorst · Kasteel Ravesteyn · Kasteel van Rhoon · Rijnegom · Rijnenburg · Huis te Riviere · Rodenburg · Hofstad Rodenrijs · Rodenrijs · Rosenburgh · Huis Roucoop · Santhorst · Schelluinderberg · Schonenburg · Kasteel van Schoonhoven · Souburgh · Spangen · Starrenburg · Huis ter Specke · Steenvoorde · Stenevelt · Slot Teylingen · Den Toll · Torenvliet · Slot Valckesteyn · Huis ter Waard · Warmont · Ter Weer · Hof van Wena · Kasteel Westerbeek · Huis te Woude · Kasteel van IJsselmonde · 't Zand · Huis Zevender · Kasteel aan de Zevender · Zijlhof · Zonneveld · Huis Zuidwijk · Zwieten